# Love, Blactually
Love, Blactually (titulado Amor negro en Hispanoamérica y Amores actuales en España) es el primer episodio de la séptima temporada de la serie Padre de familia emitido el 28 de septiembre de 2008 a través de FOX. El capítulo está escrito por Mike Henry y dirigido por Cyndi Tang.
De acuerdo con la cuota de pantalla Nielsen, fue visto por 9,2 millones de televidentes. En cuanto a las críticas, fueron dispares. Como artistas invitados prestan sus voces a sus respectivos personajes: Kat Foster y Meredith Baxter.
La trama se centra en Brian, el cual tras conocer a una mujer con sus mismos ideales inicia una relación, pero cuando Stewie le aconseja que no vaya demasiado rápido, esta cae en brazos de Cleveland.

## Argumento
Brian empieza una relación con una mujer atea llamada Carolyn. Cuando invita a Brian a pasar una noche con ella, Stewie le aconseja que no tome decisiones precipitadas siendo esa la causa de que a Brian le cueste mantener una relación. Brian acepta su consejo y decide tomarse las cosas con más calma lo cual termina por exasperar a su novia. Tres semanas después, Brian decide que ya es el momento de dar un paso adelante pero al llegar a su apartamento ve cómo Carolyn se acuesta con Cleveland en su coche.
Carolyn le explica que tenía asumido el hecho de que Brian quería tener una amistad por el hecho de haberla rechazado todas sus preposiciones y que no podía esperar más al sexo. Brian intenta olvidarse del tema pero en todas partes solo piensa en Carolyn y Cleveland. Stewie cree que debería ir a la casa de su ex, Loretta y convencerla de que vuelva con él y tener la oportunidad, Brian, de volver a salir con Carolyn. Brian al visitar a Loretta, se la encuentra con sentimientos de culpa por haber engañado al que fue su esposo con Quagmire. Brian no está muy convencido de que el plan vaya a salir bien hasta que Cleveland anuncia que piensa casarse con Carolyn en Hawái.
Loretta le pide que se reúna con ella en un hotel para comenzar de cero una nueva vida, pero Cleveland la rechaza diciéndola que tiene que mover ficha y le sugiere que ella haga lo mismo, antes de irse del hotel, Cleveland le dice que siempre la tendrá en su corazón. De ahí, se dirige al apartamento de su prometida, de pronto Cleveland descubre a Carolyn con Quagmire. Engañados por la misma mujer, Brian y Cleveland vuelven a ser amigos. Al final del episodio, este le confiesa que con toda probabilidad ha podido coger el Papiloma por haber tenido sexo con ella.

## Producción
El capítulo es el primero de la séptima temporada y fue escrito por Mike Henry y dirigido por Cindy Tang. En el caso de Henry, es el primer guion para la serie mientras que la directora vuelve a dirigir desde que lo hiciera en la quinta temporada. Peter Shin y James Purdum trabajaron como supervisores de dirección. El episodio es uno de los últimos centrados en el personaje de Cleveland Brown antes de crearse The Cleveland Show.
Aparte del reparto habitual, el capítulo contó con la colaboración de Kat Foster como Carolyn y Meredith Baxter como sí misma. Alex Borstein (quien presta su voz a Lois entre otros personajes féminos) volvió a prestar su voz a Loretta Brown desde The Cleveland-Loretta Quagmire siendo este el último del personaje.

### DVD
Love, Blactually es uno de los primeros episodios disponibles en la séptima edición DVD de la serie lanzada a la venta en Estados Unidos y Canadá el 16 de junio de 2009 por Fox Home Entertainment. Como extras incluye escenas eliminadas e indultadas, el guion gráfico y audiocomentario.